# Joseph Damian Max von Virmont
Joseph Ernst Damian Maximilian Philibert von Virmont zu Neersen (* 30. Oktober 1707; † 7. April 1730) war ein kurkölnischer Hofbeamter aus dem niederrheinischen Adelsgeschlecht Virmond-Neersen.

## Leben
Er war der ältere Sohn und Erbe des Grafen Ambrosius Franz von Virmont zu Neersen und dessen erster Frau Eleonore Magdalena Wilhelmina von Bentheim-Tecklenburg-Steinfurt. Sein Taufpate war der kurkölnische Kurfürst und Erzbischof Joseph Clemens von Bayern.
Er war kurkölnischer Kammerherr, Hof- und Regierungsrat, sowie seit 1725 Amtmann von Oedt als er 1730 unverheiratet und kinderlos im Alter von 22 Jahren starb. Er wurde in der Familiengruft in der Mariä-Empfängnis-Kirche in Neersen begraben.
Da sein jüngerer Bruder Johann Ludwig (* 1710) bereits vor ihm verstorben war, starb mit dem Tod seines Vaters 1744 die letzte Linie das Adelsgeschlechtes von Virmond aus.